# Svobodny (oblast de l'Amour)
Pour les articles homonymes, voir Svobodny.
Svobodny (en russe : Свободный) est une ville de l'oblast de l'Amour, en Russie. Sa population s'élevait à 53 404 habitants en 2019.

## Géolocalisation
Svobodny est située sur la rive occidentale de la Zeïa, à 133 km au nord de Blagovechtchensk et à 5 566 km à l'est de Moscou.

## Histoire
Fondée en 1912 sous le nom d'Alekseïevsk, la ville est rebaptisée Svobodny en 1917. Elle est la ville de naissance du réalisateur soviétique Leonid Gaïdaï. Un monument commémoratif a été inauguré en septembre 2006.
À proximité de la ville se trouvait le cosmodrome de Svobodny, fermé et remplacé par le cosmodrome Vostotchny, construit au même endroit.

## Population
Recensements (*) ou estimations de la population
| 1926*  | 1939*  | 1959*  | 1970*  | 1979*  | 1989*  |
| ------ | ------ | ------ | ------ | ------ | ------ |
| 10 000 | 44 029 | 56 947 | 62 935 | 74 524 | 80 006 |

| 2002*  | 2006   | 2010*  | 2012   | 2013   | 2014   |
| ------ | ------ | ------ | ------ | ------ | ------ |
| 63 889 | 61 597 | 58 778 | 57 713 | 57 065 | 56 246 |

| 2015   | 2016   | 2017   | 2018   | 2019   | 2020 |
| ------ | ------ | ------ | ------ | ------ | ---- |
| 55 159 | 54 536 | 54 156 | 53 678 | 53 404 | -    |